# Ліндау (Цюрих)
Ліндау (нім. Lindau ZH) — громада  в Швейцарії в кантоні Цюрих, округ Пфеффікон.

## Географія
Громада розташована на відстані близько 110 км на північний схід від Берна, 13 км на північний схід від Цюриха.
Ліндау має площу 12 км², з яких на 23% дозволяється будівництво (житлове та будівництво доріг), 41,8% використовуються в сільськогосподарських цілях, 34,8% зайнято лісами, 0,4% не є продуктивними (річки, льодовики або гори).

## Демографія
2019 року в громаді мешкало 5605 осіб (+11,9% порівняно з 2010 роком), іноземців було 20,8%. Густота населення становила 467 осіб/км².
За віковим діапазоном населення розподілялося таким чином: 21% — особи молодші 20 років, 61,6% — особи у віці 20—64 років, 17,4% — особи у віці 65 років та старші. Було 2287 помешкань (у середньому 2,4 особи в помешканні).
Із загальної кількості 2802 працюючих 73 було зайнятих в первинному секторі, 1149 — в обробній промисловості, 1580 — в галузі послуг.